# Abu Talib (Musiker)
Abu Talib (* als Fred Leroy Robinson; 24. Februar 1939 in Memphis, Tennessee; † 8. Oktober 2009 in Lancaster, Kalifornien), der bis zu seiner Namensänderung 1978 als Freddy Robinson agierte, war ein amerikanischer Blues- und Jazz-Gitarrist, Sänger und Mundharmonika-Spieler.
Bekannt geworden ist er vor allem durch seine Zusammenarbeit mit so unterschiedlichen Musikern wie Little Walter, Howlin Wolf und Jimmy Rogers (in den 1950er und 1960er Jahren), den Jazz Crusaders, Monk Higgins, Blue Mitchell, Stanley Turrentine und John Mayall (in den 1970ern) und Bobby Bland (1980er). Neben seiner Arbeit im Studio und auf Tourneen mit Anderen hat er eine Reihe von eigenen Musikaufnahmen eingespielt und sich über die Jahrzehnte hinweg als ein sehr vielseitiger Musiker, sowohl in der Welt des Blues, als auch in der des Jazz behauptet.

## Diskografie
- 1962: The Buzzard / The Hawk – 45 rpm Queen
- 1966: The Creeper / Go-Go-Girl – 45 rpm Checker
- 1968: Coming Atlantis / Before Six – 45 rpm Pacific Jazz
- 1968: The Oogum Boogum Song / Black Fox – 45 rpm Pacific Jazz
- 1968: I Likes Yah / Stinger – 45 rpm Cobblestone
- 19??: Carmalita / Stone Stallion – 45 rpm Liberty
- 1968: The Coming Atlantis (später „Black Fox“) – LP  World Pacific
- 1968: Hot Fun In The Summertime – LP Pacific Jazz / Liberty
- 1971: At The Drive In – LP Enterprise / Polydor / P-Vine
- 1973: Off The Cuff – LP Enterprise / P-Vine
- 1977: I Like To Dance / Kneebone – 45 rpm ICA
- 1994: The Real Thing At Last – CD Son Pat Records
- 1999: Bluesology – CD Ace